# Stipa pycnostachya
Stipa pycnostachya är en gräsart som beskrevs av George Bentham. Stipa pycnostachya ingår i släktet fjädergrässläktet, och familjen gräs. Inga underarter finns listade i Catalogue of Life.